# Kaum Hamada
Kaum Hamada (arab. كوم حمادة) – miasto w Egipcie, w muhafazie Al-Buhajra. W 2006 roku liczyło 36 334 mieszkańców.